# Marvel Anime
Marvel Anime es una serie de cuatro animes y dos filmes producidos en colaboración de Marvel Entertainment y el estudio japonés de animación Madhouse. Las cuatro series cuentan con doce episodios, basados en Iron Man, Wolverine, X-Men, y Blade respectivamente, salieron al aire en Japón por Animax entre octubre de 2010 y septiembre del 2011. La versión en inglés emitida en Norte América por G4 entre julio del 2011 y abril del 2012. Las series, dirigidas por el escritor Warren Ellis, usa en gran parte a Japón como escenario para la historia.

## Premisa
El proyecto unió a los mejores personajes de Marvel y los re-introdujo a una audiencia japonesa por medio de cuatro series de 12 capítulos; Iron Man, Wolverine, X-Men, y Blade, las cuales salieron al aire por Animax entre octubre de 2010 y septiembre de 2011. El aviso fue confirmado en San Diego Comic-Con de 2009. De acuerdo con el presidente oficial y CEO de Madhouse, Jungo Maruta, Marvel pidió al estudio de anime "free reign" [sic] re-imaginar los superhéroes de Marvel ahora dirigidos a una audiencia japonesa. La versión en inglés está siendo emitida en los Estados Unidos por G4. Las series fueron guiadas por Warren Ellis. "Crearán un entero universo paralelo para Marvel", dijo Simon Philips, presidente de Marvel International sobre Marvel Anime. Las series de Marvel Anime están siendo emitidas en Australia por Sci Fi.

## Iron Man
Iron Man (アイアンマン Aian Man?) (DVD title: Iron Man: Animated Series) es el primer show de las series con 12 capítulos.  La serie fue dirigida por Yuzo Sato, Warren Ellis escribiendo la historia y Jamie Simone como director de voz, director de casting, y productor de reversión para la versión en inglés. Un especial pre-estreno fue emitido por Animax el 25 de septiembre de 2010 antes de que la serie saliera al aire el primero de octubre de 2010, terminó el 17 de diciembre de 2010. Mientras Iron Man se estrenaba en los Estados Unidos por G4 el 29 de julio de 2011, un "sneak peek" al primer episodio fue emitido el 23 de julio de 2011 en un reportaje en vivo de G4 en la Comic-Con de 2011. La serie completa fue publicada en formato DVD en Estados Unidos el 24 de abril de 2012. Un filme como secuela llamado Iron Man: Rise of Technovore fue emitido el 16 de abril de 2013.

### Trama
Tony Stark viaja a Japón a fabricar un nuevo reactor nuclear y exhibir el Iron Man Dio, un nuevo prototipo de armadura, la cual lo reemplazará en su retiro. Sin embargo, el Iron Man Dio se sale de control y depende de Tony como Iron Man detenerlo junto con una organización llamada Zodiac. Iron Man gana un aliado en el operativo JSDF, el capitán Nagato Sakurai, quien pilotea la armadura Ramon Zero hecha por su grupo militar. Iron Man pronto descubre que su viejo amigo Ho Yinsen (quien Tony pensó había muerto después de su primera vez como Iron Man) está vivo y manejando el Iron Man Dio para los objetivos de Zodiac.

### Elenco
| Papel                              | Actor de voz japonés | Actor de voz estadounidense                                    |
| ---------------------------------- | -------------------- | -------------------------------------------------------------- |
| Iron Man/Tony Stark                | Keiji Fujiwara       | Adrian Pasdar                                                  |
| Iron Man Dio/Ho Yinsen             | Hiroaki Hirata       | Kyle Hebert                                                    |
| Dr. Chika Tanaka                   | Takako Honda         | Laura Bailey                                                   |
| Rasetsu/Ministro de defensa Kuroda | Unshō Ishizuka       | Neil Kaplan                                                    |
| Nanami Ōta                         | Shizuka Itō          | Eden Riegel                                                    |
| Pepper Potts                       | Hiroe Oka            | Cindy Robinson                                                 |
| Ramon Zero/Capitán Nagato Sakurai  | Jin Yamanoi          | Travis Willingham                                              |
| Ichiro Masuda                      | Tomoyuki Shimura     | Benjamin Diskin                                                |
| Editor Nomura                      | Shinya Fukumatsu     | Daran Norris                                                   |
| Scorpio                            | -                    | Kyle Hebert (ep. 7)                                            |
| Cancer (ep. 2)                     | Yasuyuki Kase        |                                                                |
| Nakai (ep. 3)                      | -                    | Michael Donovan                                                |
| Profesor Micheline (ep. 3)         | -                    | J.B. Blanc                                                     |
| Profesor Ohno (ep. 3)              | -                    | Troy Baker                                                     |
| Profesor Satoshi Yamaguchi (ep. 3) | -                    | Roger Craig Smith                                              |
| Kawashima (ep. 4)                  | -                    | Roger Craig Smith                                              |
| Righella (ep. 4)                   | -                    | Vic Mignogna                                                   |
| Wolverine/Logan (ep. 4)            | Rikiya Koyama        | Milo Ventimiglia                                               |
| Maria (ep. 6)                      | Houko Kuwashima      | Kirsten Potter                                                 |
| Sho (ep. 6)                        | -                    | Michael Sinterniklaas (adult), Cindy Robinson (young)          |
| Aki (ep. 8)                        | Marina Inoue         | Laura Bailey                                                   |
| Oliver (ep. 9)                     | -                    | Laura Bailey                                                   |
| Shehla (ep. 9)                     | -                    | Mary Elizabeth McGlynn                                         |
| Niños de la aldea (ep. 9)          | -                    | Laura Bailey Eden Riegel Michelle Ruff                         |
| Líder de la aldea (ep. 9)          | -                    | Lex Lang                                                       |
| Primer Ministro (ep. 10)           | Kouji Ishii          | Jamieson Price                                                 |
| Secretaria (ep. 10)                | -                    | Michelle Ruff                                                  |
| Soldados de Zodiac                 | -                    | Kyle Hebert (ep. 10) Vic Mignogna (ep. 10) Sam Riegel (ep. 11) |

## Wolverine
Wolverine (ウルヴァリン Uruvarin?) es el segundo show de las series de 12 episodios. Salió al aire por Animax Y MTV del 7 de enero del 2011 al 25 de marzo del mismo año. Mientras Wolverine era estrenado en los Estados Unidos por G4 el 29 de julio de 2011, un "sneak peek" al primer episodio fue emitido el 23 de julio de 2011 siguiendo al "sneak peek" de Iron Man en la Comic-Con de 2011. Jamie Simone trabajó como director de voz, director de casting, y productor de reversión para la versión en inglés.

### Trama
Logan descubre que su verdadero amor, su amada novia Mariko Yashida, quien desapareció hacía un año, ha sido llevada a Tokio por su padre Shingen Yashida, líder del sindicato del crimen japonés Kuzuryu y proveedor de A.I.M., con el fin de casarla con Hideki Kurohagi. Wolverine va con el objetivo de rescatar a Mariko y derrotar a Shingen y Hideki, enfrentándose a varios oponentes en el camino.

### Elenco
| Papel                             | Actor de voz japonés | Actor de voz estadounidense |
| --------------------------------- | -------------------- | --- |
| Wolverine/Logan                   | Rikiya Koyama        | Milo Ventimiglia |
| Mariko Yashida                    | Fumiko Orikasa       | Gwendoline Yeo |
| Shingen Yashida                   | Hidekatsu Shibata    | Fred Tatasciore |
| Hideki Kurohagi                   | Kazuki Yao           | Vic Mignogna |
| Yukio                             | Romi Park            | Kate Higgins |
| Omega Red/Arkady Rossovich        | Ryūzaburō Ōtomo      | J.B. Blanc |
| Kikyo Mikage                      | Masato Hagiwara      | Steven Blum |
| Min                               | Misato Fukuen        | Danielle Judovits |
| Koh                               | Iemasa Kayumi        | J.B. Blanc |
| Tesshin Asano (ep. 1-2)           | Masaki Terasoma      | Crispin Freeman |
| Agente Machida (ep. 2-5)          | Kōsuke Takaguchi     | Roger Craig Smith |
| Agente Takagi (ep. 2-5)           | Hiroshi Tsuchida     | Vic Mignogna |
| Agente Tsukino (ep. 2-5)          | Fumie Mizusawa       | Stephanie Sheh |
| Hombre con cicatriz (ep. 4, 5)    | Yuji Ueda            | Travis Willingham (ep. 4) Troy Baker (ep. 5) |
| Secuaz de Shingen Yashida (ep. 5) | -                    | Travis Willingham |
| Científico de A.I.M. (ep. 5)      | -                    | J.B. Blanc |
| Cíclope/Scott Summers (ep. 6)     | Toshiyuki Morikawa   | Scott Porter |
| Vadhaka (ep. 6, 7, 10)            | Takanori Hoshino     | Jamieson Price |
| Miyuki (ep. 7)                    | Sayuri               | Stephanie Sheh |
| Juō Kurohagi (ep. 7)              | Sho Hayami           | Tony Oliver |
| Miyuki (ep. 7)                    | -                    | Stephanie Sheh |
| Kai (ep. 7)                       | Tokuyoshi Kawashima  | Sam Riegel |
| Anh (ep. 8, 9, 10, 11)            | Kōsuke Takaguchi     | Lex Lang |
| Secuaces de Hideki Kurohagi       | -                    | J.B. Blanc (ep. 9) Jamieson Price (ep. 10) Sam Riegel (ep. 11, 12) Fred Tatasciore (ep. 12) Dave Wittenberg (ep. 4)                                                                 |
| Habitantes de Madripoor           | -                    | Steven Blum (ep. 7) Benjamin Diskin (ep. 7) Kyle Hebert (ep. 6, 9) Sam Riegel (ep. 9) Stephanie Sheh (ep. 9) Keith Silverstein (ep. 6) Spike Spencer (ep. 9) Terrence Stone (ep. 6) |

## X-Men
X-Men (エックスメン Ekkusu Men?) (DVD title: X-Men: Animated Series) programada para salir al aire como el tercer show de las cuatro series de 12 capítulos. Fue emitido por Animax del 1 de abril del 2011 al 24 de junio de 2011. Un tráiler fue publicado antes del estreno el 18 de febrero del 2011, con mutantes como Cíclope, Wolverine, Tormenta y Bestia. Fue estrenada en los Estados Unidos por G4 el 21 de octubre del 2011. Jamie Simone como director de voz, director de casting y productor de reversión para la versión en inglés. La serie completa fue publicada en formato DVD en los Estados Unidos el 24 de abril del 2012.

### Trama
Después de la muerte de Jean Grey (quien estaba siendo controlada por Círculo Interno), los X-Men son unidos por el Profesor X con el fin de viajar a Japón para solucionar el secuestro de Armor y enfrentarse a los U-Men, quienes están secuestrando jóvenes mutantes para tomar sus órganos. Durante la batalla con los U-Men, los X-Men descubren que algunos mutantes en Japón sufren del "Síndrome Damon Hall", el cual provoca problemas en los mutantes durante su segunda mutación. Los X-Men también deben lidiar con la siguiente conspiración de Inner Circle.

### Elenco
| Papel                       | Actor de voz japonés | Actor de voz estadounidense |
| --------------------------- | -------------------- | --------------------------- |
| Cíclope / Scott Summers     | Toshiyuki Morikawa   | Scott Porter                |
| Wolverine / Logan           | Rikiya Koyama        | Steven Blum                 |
| Takeo Sasaki                | Atsushi Abe          | Steve Staley                |
| Neuron                      | Yutaka Aoyama        | Dave Wittenberg             |
| Profesor X / Charles Xavier | Katsunosuke Hori     | Cam Clarke                  |
| Tormenta / Ororo Munroe     | Aya Hisakawa         | Danielle Nicolet            |
| Jean Grey                   | Yurika Hino          | Jennifer Hale               |
| Riko Nirasaki               | Marina Inoue         | Mary Elizabeth McGlynn      |
| Jun Sanada                  | Tomokazu Seki        | Travis Willingham           |
| Mastermind                  | Haruhiko Jō          | Travis Willingham           |
| Kōichi Kaga                 | Katsuyuki Konishi    | Troy Baker                  |
| Marsh                       | Yuichi Nakamura      | Mary Elizabeth McGlynn      |
| Yui Sasaki                  | Yoshiko Sakakibara   | Gwendoline Yeo              |
| Rat                         | Manabu Sakamaki      | Michael Sinterniklaas       |
| Bestia / Hank McCoy         | Hideyuki Tanaka      | Fred Tatasciore             |
| Armor / Hisako Ichiki       | Yukari Tamura        | Stephanie Sheh              |
| Emma Frost                  | Kaori Yamagata       | Ali Hillis                  |
| Kyoko                       | Ayumi Fujimura       | Laura Bailey                |
| Madre de Hisako             | Akemi Okamura        | Laura Bailey                |
| Padre de Hisako             | Seiji Sasaki         | Michael Sinterniklaas       |
| Sublime                     | Rintarō Nishi        | Troy Baker                  |
| Kick                        | Wataru Takagi        | Dave Wittenberg             |

## Blade
Blade (ブレイド Bureido?) es el cuarto y último show de las series. Cuenta con doce episodios y fue escrita por Kenta Fukasaku, hijo del fallecido Kinji Fukasaku. Jamie Simone trabajó como director de casting, productor de reversión y director de voz para la versión en inglés donde fue asistido por Mary Elizabeth McGlynn. Salió al aire por Animax del primero de julio de 2011 al 16 de septiembre del mismo año.

### Trama
Blade es un cazador de vampiros de día que nació con sangre de vampiro y humana corriendo por sus venas debido al ataque de un vampiro hacia su madre. Blade viaja a Japón en una misión donde no sólo se enfrenta a Deacon Frost (el vampiro que mató a su madre, Tara Brooks), también lucha contra una misteriosa organización de vampiros conocida como "Existence".

### Elenco
| Papel                                             | Japanese Voice Actor        | English Voice Actor                                                        |
| ------------------------------------------------- | --------------------------- | -------------------------------------------------------------------------- |
| Blade/Eric Brooks Joven Eric Brooks (ep. 4)       | Akio Ohtsuka Junko Minagawa | Harold Perrineau Noah Bentley                                              |
| Deacon Frost                                      | Tsutomu Isobe               | J.B. Blanc                                                                 |
| Makoto                                            | Maaya Sakamoto              | Kim Mai Guest                                                              |
| Noah van Helsing                                  | Osamu Saka                  | Troy Baker                                                                 |
| Tara Brooks                                       | Atsuko Tanaka               | Nayo Wallace                                                               |
| Hayate (ep. 1)                                    | -                           | Doug Stone                                                                 |
| Ladu (ep. 1)                                      | -                           | Grant George                                                               |
| Guardia de seguridad vampiro (ep. 1)              | -                           | Steven Blum Sam Riegel                                                     |
| Mujer vampiro (ep. 1)                             | -                           | Laura Bailey                                                               |
| Detective Ikeda (ep. 2)                           | -                           | Sam Riegel                                                                 |
| Detective Sakomizu (ep. 2)                        | -                           | Kirk Thornton                                                              |
| Lieutenant Hamasaki (ep. 2)                       | -                           | Liam O'Brien                                                               |
| Jefe de policía Gondou Head (ep. 2)               | -                           | Joe Ochman                                                                 |
| Tanaka (ep. 2)                                    | -                           | Michael Sinterniklaas                                                      |
| Capitán McRay (ep. 3, 4)                          | -                           | Steven Blum                                                                |
| Lord Howard (ep. 3)                               | -                           | Jamieson Price                                                             |
| Mandurugo (ep. 3)                                 | -                           | Cindy Robinson                                                             |
| Matthes (ep. 3, 4)                                | -                           | Kat Purgal                                                                 |
| Marineros (ep. 3)                                 | -                           | Grant George Liam O'Brien Jamieson Price                                   |
| Carol (ep. 3, 4)                                  | -                           | Susan Dalian                                                               |
| Oficiales de policía (ep. 4)                      | -                           | Jamieson Price Keith Silverstein                                           |
| Prostitutas (ep. 4)                               | -                           | Laura Bailey Kat Purgal Cindy Robinson                                     |
| Cimaron (ep. 5)                                   | -                           | Keith Silverstein                                                          |
| Danas (ep. 5)                                     | -                           | Janice Kawaye                                                              |
| Hagibus (ep. 5)                                   | -                           | John Eric Bentley                                                          |
| Lucius Isaac (ep. 5-7)                            | Hiroki Tochi                | Christopher Corey Smith                                                    |
| Lupit (ep. 5)                                     | -                           | G.K. Bowes                                                                 |
| Agus (ep. 6)                                      | -                           | Richard Cansino                                                            |
| Saragi (ep. 6)                                    | Hisago Egawa                | Kyle Hebert                                                                |
| Sundel Bolong (ep. 6)                             | -                           | Kat Purgal                                                                 |
| Wolverine/Logan (ep. 7)                           | Rikiya Koyama               | Milo Ventimiglia                                                           |
| Djalal (ep. 7)                                    | -                           | Johnny Yong Bosch                                                          |
| Sergei (ep. 7)                                    | -                           | Kyle Hebert                                                                |
| Thugs (ep. 7)                                     | -                           | John Eric Bentley Grant George Kyle Hebert Patrick Seitz Keith Silverstein |
| Presidente del consejo Vampire High (ep. 8, 11)   | -                           | Neil Kaplan                                                                |
| Viejos miembros del consejo Vampire High (ep. 8)  | -                           | Steven Blum Steve Kramer Jamieson Price                                    |
| Jóvenes miembros del consejo Vampire High (ep. 8) | -                           | Steven Blum Grant George Jamieson Price                                    |
| Kikyo Mikage (ep. 8-9, 12)                        | Masato Hagiwara             | Steven Blum                                                                |
| Stan Davis (ep. 8)                                | Shunsuke Sakuya             | Patrick Seitz                                                              |
| Esposa de Stan Davis (ep. 8)                      | -                           | Kim Mai Guest                                                              |
| Alice (ep. 8)                                     | Hiromi Igarashi             | Janice Kawaye                                                              |
| Tanbu Yagyu (ep. 9)                               | -                           | Steve Kramer                                                               |
| Edgar Frost (ep. 10)                              | -                           | Bryce Papenbrook                                                           |
| Oficiales de policía (ep. 10)                     | -                           | Neil Kaplan Bryce Papenbrook                                               |
| Cazadores de vampiros (ep. 10)                    | -                           | Steve Kramer Keith Silverstein                                             |
| Miembros del consejo Vampire High (ep. 11)        | -                           | Steve Kramer Jamieson Price                                                |
| Caballero vampiro (ep. 11)                        | -                           | Bryce Papenbrook                                                           |
| Vampiros más poderosos (ep. 12)                   | -                           | Troy Baker J.B. Blanc                                                      |
| Monstruo vampiro (ep. 12)                         | -                           | Keith Silverstein                                                          |

## Películas
Seguidas de las series de televisión, Madhouse animó diversas películas de Marvel Anime.
- La primera fue Iron Man: Rise of Technovore, una película producida directamente para video y dirigida por Hiroshi Hamasaki la cual fue publicada el 16 de abril de 2013 en los Estados Unidos.

- La segunda fue Avengers Confidential: Black Widow & Punisher la cual fue publicada el 25 de marzo del 2014 en los Estados Unidos.

## Otros proyectos de Marvel Anime
Los personajes de Marvel también estaban en series adicionales de anime. Marvel Disk Wars: The Avengers fue producida por Walt Disney Japan y Toei Animation para TX Network en 2014. Marvel Future Avengers es una serie de anime actualmente producida.
Los vengadores del futuro
Future Avengers es una serie de televisión de anime producida por el canal de satélites Walt Disney Japan y Madhouse for Dlife basada en los personajes Avengers de Marvel Comics.

### Trama
El grupo principal de la serie es Makoto, Adi, Chloe, quienes han mutado sus genes por Hydra, que se convierten en parte de los Future Avengers, un equipo que aprende a luchar contra los villanos junto a los Vengadores. 

### Personajes
Vengadores
- Hideaki Hanawa como Iron Man
- Kazuhiro Nakatani como Capitán América
- Ya*suyuki Kase como Thor
- Kenichiro Matsua como Hulk
- Mizuhashi Kaori como Avispa

Los vengadores del futuro
- Kanada como Makot
- Tamaru Atsushi como Akiyadi
- Kimura Zuori como Chloe

### Producción
La serie se anunció en febrero de 2017 para su transmisión en el canal Dlife a mediados de año. A partir del 28 de febrero de 2017, Future Avengers sería una serie magna continua de Mizuno Teruaki en CoroCoro Comic Special publicada por Shogakkan. En mayo de 2017, el programa Dlife se anunció a estrenarse el sábado 22 de julio de 2017 con la producción de anime de Madhouse. En enero de 2018, la serie se renovó para otra temporada a partir de mediados de año. La segunda temporada debutará el 30 de julio de 2018. Los Inhumanos están programados para aparecer en esta temporada.

### Personal
- King Ryu - compositor de la serie
- Umehara Takahiro - diseñador de personajes
- Yuzo Sato - Director